# No Delay
No Delay è il primo album solista del rapper italiano Supa, membro del collettivo milanese Sano Business.
Le strumentali dell'album sono state prodotte da Bassi Maestro, DJ Phra, Mondo Marcio, Dabol T, Hakeem, DJ Zeta, Big Fish e Nesli.

## Tracce
1. Intro 2.36
2. Che cosa ti perdi 3.56
3. Elossaai! 3.43
4. Il triangolo (Skit) 1.15
5. S.T.S. (Small Talks Stinks) 3.08
6. Detto fatto 4.23
7. Cracka posse (Skit) 0.47
8. No delay feat. Rido MC  4.35
9. Yooooooo!!! (Skit) feat. Flautus 0.26
10. Yo! feat. Mondo Marcio 2.43
11. Wo-Wa (Clan Skit) 1.00
12. Ribadita supremazia feat. Dafa 3.26
13. Alla Dogana 4.24
14. Dirty mouf (Skit) 1.11
15. La trappola feat. Esa 2.56
16. Barrakuda (Skit) 0.52
17. Tutti i cani del Supa feat. Rido MC 3.58
18. Presta attenzione feat. Fabri Fibra 4.33
19. RVL Rappa (Skit) 1.10
20. Espira Rmx (CDB) 4.21